# Cooper Industries
Cooper Industries è stata un'azienda statunitense di prodotti elettrici con sede a Houston, in Texas quotata alla borsa di New York. Fondata nel 1833, l'azienda aveva sette divisioni operative ed è stata acquisita nel 2012 dalla Eaton Corporation.
Nel 2011 il 59% delle vendite era nel settore professionale e il 40% era nell'esportazione fuori dagli USA.
Il 26 novembre 2012 è stato annunciato l'uscita della società dall'indice S&P 500, il quale faceva parte, dopo l'acquisizione dell'azienda da parte di Eaton Corporation per 11,8 miliardi di dollari il 30 novembre 2012.

## Storia
Cooper Industries fu fondata nel 1833 dai fratelli Charles e Elias Cooper. La società era una fonderia a Mount Vernon (Ohio) e chiamata C&E Cooper Company. Dalla metà dell'Ottocento iniziò la produzione di macchine a vapore.
Nel tardo '800 il declino delle macchine a vapore costrinse la società a diversificare, rivolgendosi al settore del gas. Iniziarono così a produrre macchine compressori per il gas nelle pipeline. In quel tempo ci fu la fusione con la Bessemer Gas Engine Company.
Negli anni'40 divenne fornitore per le forze armate americane in particolare per la US Navy.
Nel dopoguerra, Cooper iniziò l'era Cooper nell'elettrotecnica e nell'industria automobilistica. Vennero acquisite la Crouse-Hinds Company nel 1981 e la McGraw-Edison nel 1985.
Il gruppo negli anni 2000 si concentrò nel settore attuale Electrical Products Group e Energy and Safety Solutions.
Nel 2008, Cooper Industries acquisisce la MTL Instruments Group.